# Alcimus tigris
Alcimus tigris là một loài ruồi trong họ Asilidae. Alcimus tigris được Karsch miêu tả năm 1888. Loài này phân bố ở vùng nhiệt đới châu Phi.